# Лепешівка
Лепешівка — хутір, приєднаний до м. Шумськ. Розташований за 0,5 км від нього на північно-східній околиці. Дворів — . Населення _ осіб 

## Географія
Розташований на північно-східній околиці м. Шумськ.

## Історія
У 1906 р. за спасіння від епідемії холери, був встановлений пам’ятний хрест – фігура.
У 1939 р. була утворена Лепешівська сільська рада, до якої входив хутір Чиранка. 
Тоді ж був утворений колгосп ім.Сталіна, який згодом злився з артіллю «Вільне життя» с. Бриків.
Страшна трагедія у квітні 1943 році сколихнула всю Лепешівку. Нацисти, за доносом сусіда – поляка Матерни, розстріляли родини Супінських, Шишковських, Мельників, Касянчуків.
Після Другої світової війни Лепешівка також мала статус села і була центром сільської ради, до якої належав хутір Чиранка. 
У 1952 р. було 22 двори, 92 жителі. 
Занепадати Лепешівка почала в середині 1950-х рр., коли втратила статус населеного пункту і була приєднана до міста Шумськ (нині вул. Хмельницького).

## Відомі люди

### Народилися
У Лепешівці народилися: